# Vice Pucić Soltanović
Vice Pucić Soltanović  (talijanski: Vincenzo Soltan) (Dubrovnik, ? – Dubrovnik, 3. svibnja 1666.) bio je hrvatski književnik. Podrijetlom iz ugledne vlastelinske obitelji. Bavio se matematikom, astronomijom i okultnim znanostima, no spisi su mu stradali u potresu koji je pogodio Dubrovnik 1667. godine. Biograf Serafin Marija Crijević navodi da je bio slavan i ugledan pjesnik, koji je napisao niz pjesama na hrvatskom i talijanskom jeziku, no sačuvane su samo jedna elegija na latinskom i talijanski sonet te dvije drame na hrvatskome (Sofronija i Olindo, prikazana 1653. godine, Ljubica, prikazana 1656. godine).
U Sofroniji Pucić Soltanović dramatizira drugo pjevanje epa Oslobođeni Jeruzalem Torquata Tassa, dok je drama Ljubica napisana po uzoru na dramu Captislava Junija Palmotića.